# Moésine
La moésine est une protéine membranaire. Son gène est MSN situé sur le chromosome X humain. Il appartient à la même famille de protéines que l'ezrine et la radixine.

## Rôles
Il s'agit d'une protéine membranaire permettant la fixation au cytosquelette.
Le GRK5 interagit avec la moesine en le phosphorylant.

## En médecine
Dans le cancer du sein, son expression au sein de la tumeur est corrélée avec un meilleur pronostic, de même pour le cancer de la prostate. Dans le cancer du pancréas, il caractérise les formes moins invasives ou moins métastatiques. Il intervient également dans le sens de la progression du mélanome mali : plutôt en profondeur qu'en surface. 